# Kazumi Kishi
Kazumi Kishi (岸 一美, Kishi Kazumi, 25 november 1975) is een Japans voormalig voetbalster.

## Carrière
Kishi speelde voor Urawa Reinas FC.
Kishi maakte op 21 mei 1998 haar debuut in het Japans vrouwenvoetbalelftal tijdens een wedstrijd tegen de Verenigde Staten. Zij nam met het Japans vrouwenvoetbalelftal deel aan de Aziatische Spelen 1998. Daar stond zij in drie wedstrijden van Japan opgesteld en Japan behaalde brons op de Olympische Spelen. Ze heeft negen interlands voor het Japanse vrouwenelftal gespeeld en scoorde daarin twee keer.

## Statistieken
| Japans vrouwenvoetbalelftal | Japans vrouwenvoetbalelftal | Japans vrouwenvoetbalelftal |
| Jaar                        | Wed.                        | Dlp.                        |
| --------------------------- | --------------------------- | --------------------------- |
| 1998                        | 5                           | 2                           |
| 1999                        | 1                           | 0                           |
| 2000                        | 0                           | 0                           |
| 2001                        | 3                           | 0                           |
| Totaal                      | 9                           | 2                           |